# Fedor
Fedor je moško osebno ime.

## Izvor imena
Ime Fedor in njegove različice izhajajo iz ruskih oblik grškega imena Theódôros, ki ima  ustrezno latinsko obliko Theodorus, iz te pa izhaja tudi slovenska oblika imena Teodor.

## Različice imena
- moške oblike imena: Fedija, Fedja, Feodor, Fjodor, Fedor
- ženske oblike imena: Fedora, Feodora

## Pogostost imena
Po podatkih Statističnega urada Republike Slovenije je bilo na dan 31. decembra 2007 v Sloveniji 30 oseb z imenom Fedor.

## Osebni praznik
Osebe z imeni Fedor in izpeljnkami iz tega imena praznujejo god takrat kot Teodor, to je 19. septembra ali 9. novembra.

## Znane osebe
- Fedor von Bock, nemški feldmaršal
- Fedor Košir, slovenski pravnik